# Ambatolahy (Antanifotsy)
Ambatolahy – gmina (kaominina) na Madagaskarze, w regionie Vakinankaratra, w dystrykcie Antanifotsy. W 2001 roku zamieszkana była przez 8 646 osób. Siedzibę administracyjną stanowi miejscowość Ambatolahy.